# Cryptopipo holochlora
A Cryptopipo holochlora a madarak osztályának verébalakúak (Passeriformes) rendjébe és a piprafélék (Pipridae) családjába tartozó Cryptopipo nem egyetlen faja.

## Rendszerezése
A fajt Philip Lutley Sclater angol ügyvéd és zoológus írta le 1888-ban, a Chloropipo nembe Chloropipo holochlora néven. Besorolása viatott, egyes szervezetek a Xenopipo nembe sorolják Xenopipo holochlora néven.

## Alfajai
- Cryptopipo holochlora holochlora (P. L. Sclater, 1888)
- Cryptopipo holochlora viridior (Chapman, 1924)[2]

## Előfordulása
Az Andok-hegységben, Ecuador, Kolumbia és Peru honos. Természetes élőhelyei a szubtrópusi és trópusi síkvidéki és hegyi esőerdők.

## Megjelenése
Testhossza 11,5–12,5 centiméter, testtömegük 15–20 gramm.